# Ali Jemal
Pour les articles homonymes, voir Jemal.
Ali Jemal, né le 9 juin 1990 à Tunis, est un footballeur tunisien. Il évolue au poste de gardien de but à Al Merreikh SC.

## Palmarès
- Ligue des champions de la CAF (2) : 2018 et 2018-2019 avec l'Espérance sportive de Tunis
- Champion de Tunisie (4) : 2016-2017, 2017-2018 et 2018-2019 avec l'Espérance sportive de Tunis et 2022-2023 avec l'Étoile sportive du Sahel
- Coupe de Tunisie (1) : 2015-2016 avec l'Espérance sportive de Tunis